# Lipina (rejon jaworowski)
Lipina (ukr. Липина) – wieś na Ukrainie, w rejonie jaworowskim obwodu lwowskiego.

## Historia
Dawniej część wsi Drohomyśl w powiecie jaworowskim województwa lwowskiego. W latach 1944–1945 nacjonaliści ukraińscy z OUN-UPA zamordowali tutaj 9 mieszkańców, w tym 6 Polaków oraz 3 Ukraińców za współpracę z Polakami.